# Jak w niebie (film 2005)
Jak w niebie (ang. Just Like Heaven) – amerykańska komedia romantyczna z 2005 w reżyserii Marka Watersa. Scenariusz filmu powstał na podstawie debiutanckiej powieści francuskiego autora Marca Levy pt. A jeśli to prawda....

## Obsada
- Reese Witherspoon – Elizabeth Masterson
- Mark Ruffalo – David Abbott
- Ivana Milicevic – Katrina
- Donal Logue – Jack Houriskey
- Dina Spybey – Abby Brody
- Ben Shenkman – Brett Rushton
- Jon Heder – Darryl
- Rosalind Chao – Fran
- Chris Pflueger – Tom Brody
- Kerris Dorsey – Zoe Brody
- Alyssa Shafer – Lily Brody
- Ron Canada – Dr Walsh
- Caroline Aaron – Grace

## Opis fabuły
David jest projektantem ogrodów, po śmierci żony mieszka sam w San Francisco. Pewnego dnia, zupełnie niespodziewanie zjawia się w jego apartamencie Elizabeth, lekarka, która twierdzi, że mieszkanie należy do niej. Niedługo potem znika, kiedy ponownie się zjawia, mężczyzna stara się pozbyć niechcianego gościa, ale z biegiem czasu zakochuje się w Elizabeth. David zastanawia się, czy ma do czynienia z prawdziwym duchem, jednak tego oboje nie wiedzą i będą razem próbować wyjaśnić tę zagadkę. 
Wkrótce okazuje się, że Elizabeth żyje, tylko jest w śpiączce. David musi szybko ją uratować, w przeciwnym razie kobieta zostanie odłączona od aparatury.

## Nagrody i nominacje

### Teen Choice
- 2006: Nagroda za ulubiony babski film
- 2006: Nominacja za ulubionego aktora komedii Jon Heder — za film „Grzanie ławy”[1].

## Box office
| Świat | US$ 102,854,431 |